# 东京教育大学
东京教育大学（／、Tokyo University of Education）是一所已不存在的日本国立大学，总部位于东京都文京区。该校在东京高等师范学校的基础上成立于1949年。大学简称为东京教大、东教大、教育大。虽然名字上写着教育，但是一所由五个院系（文学、理学、教育学、農学、体育学）组成的综合性大学。运作期间培养了许多各学科的初中和高中教师，也有研究人员、私营公司职员和公务员。该校于1962年开始计划搬迁到茨城县筑波市，1978年正式关闭后，设施交由筑波大学管理。